# 異斑荷馬條鰍
異斑荷馬條鰍（學名：Homatula disparizona）為輻鰭魚綱鯉形目條鰍科荷馬條鰍屬的其中一種，分布於亞洲中國紅河流域，本魚體延長，口下位，下頷無缺刻，具觸鬚3對，體無鱗片，側線完整，體前側具有條紋，沿著側線具有一排圓形淡色斑點，尾鰭略凹，背鰭軟條10-11枚，臀鰭軟條7-8枚，脊椎骨39-40個，體長可達7.8公分，棲息在河川底層水域，生活習性不明。

## 扩展阅读
維基物種上的相關：異斑荷馬條鰍